# Giygas
Giygas (ギーグ?, Gīgu, Gyiyg nella versione giapponese e Giegue in EarthBound Beginnings) è l'antagonista principale dei videogiochi di ruolo EarthBound Beginnings e EarthBound. È ideato da Shigesato Itoi.
Giygas invade la Terra nel tentativo di spazzare via l'umanità nel primo gioco della serie, e ritorna nel successivo dove conquista il mondo e invia le sue forze nel passato per assicurarsi che il protagonista Ness non possa sconfiggerlo. La battaglia contro Giygas è stata ispirata da un film giapponese che ha traumatizzato Itoi da bambino. Il personaggio ha ricevuto un'accoglienza positiva dalla critica che ha descritto la sua battaglia come una delle più inquietanti nei videogiochi e ha indicato il personaggio tra i più grandi e iconici antagonisti di videogiochi di tutti i tempi.

## Biografia
Conosciuto come "Incarnazione del Male" e "Distruttore Cosmico", Giygas è un alieno malvagio inteso come rappresentazione del male e dell'orrore. Con un esercito di Starmen, UFO e macchinari vari, Giygas mira a conquistare il pianeta Terra.

Giygas in EarthBound Beginnings / Mother

In Mother, Giygas fu cresciuto da Maria, una donna che, insieme al marito George, venne rapita dalla razza di alieni a cui apparteneva Giygas agli inizi del Novecento. George studiò i poteri psichici degli alieni senza permesso, e scappò sulla Terra. Una volta cresciuto, a Giygas venne detto di fare in modo che i segreti dei loro poteri non venissero mai diffusi sulla Terra. Nonostante tutto, Giygas non volle tradire le persone che lo crebbero, specialmente la sua amata Maria. In seguito, venne forzato a distaccarsi da Maria, e iniziò a preparare l'invasione aliena. Molti anni dopo, presumibilmente negli anni ottanta, Giygas iniziò l'invasione della Terra, e venne affrontato dal ragazzino Ninten e i suoi amici. Cantando una canzone conosciuta da Maria e Giygas, Ninten e i suoi compagni riescono a far tornare in mente all'alieno i ricordi amorevoli della donna che l'aveva cresciuto. Giygas si arrese, ma promise che si sarebbe vendicato su Ninten prima o poi.
In EarthBound (conosciuto come Mother 2 in Giappone), Giygas ritorna come principale antagonista, ma con un aspetto differente. Giygas ha acquisito talmente tanto potere da distruggere totalmente il proprio essere, inclusa la sua mente, perdendo ogni caratteristica di un essere vivente. In poche parole, Giygas si manifesta come male puro. A causa della sua perdita della razionalità, Giygas diventò incapace di pensare. Stando alle parole di Porky Minch alla fine del gioco, Giygas non è nemmeno consapevole delle sue azioni. Dopo aver ottenuto questo potere cosmico, Giygas divenne una seria minaccia per l'esistenza dell'universo. Dieci anni dopo l'inizio di EarthBound, Giygas avrebbe iniziato l'apocalisse. L'unico essere che riuscì a scappare dalla distruzione fu un alieno insettoide chiamato Buzz-Buzz, che viaggiò dieci anni indietro nel tempo per informare Ness ed impedire la catastrofe. Nel presente di Ness, l'influenza malvagia di Giygas si manifesta attraverso i nemici che incontra. In effetti, Giygas è capace di manipolare il male presente nelle menti degli esseri viventi, sia umani che animali, e può apparentemente controllare anche gli oggetti inanimati.
Durante la battaglia finale, Ness, Paula, Jeff e Poo giungono nel passato, dove trovano il malvagio alieno. Qui, Giygas è contenuto in una macchina a forma di cervice chiamata Devil's Machine. Lo scopo della macchina è non solo controllare il devastante potere dell'alieno, ma anche quello di mantenere integra la sua mente. Durante la battaglia, Porky spegne la macchina, liberando tutto il potere di Giygas. A causa dell'enorme quantità di potere, la realtà intorno ai ragazzi si distorce, diventando una bizzarra dimensione oscura e distorta, con solo loro, Porky e Giygas al suo interno. A questo punto, gli attacchi di Giygas sono casuali e incomprensibili, e le sue parole sono insensate e irrazionali. Giygas verrà sconfitto una volta che Paula chiamerà tutte le persone della terra a pregare (incluso il giocatore). Le preghiere di tutto il mondo raggiungeranno Giygas, che proverà nuovamente le emozioni umane come l'amore che aveva provato per Maria. Dopodiché scomparirà nel nulla e tutto tornerà alla normalità.

## Creazione
Giygas è stato progettato e scritto dal creatore della serie EarthBound, Shigesato Itoi, e ha debuttato nell'originale Mother. In un'intervista sul suo sito web, Itoi ha raccontato che l'ispirazione per i dialoghi di Giygas viene da una sua esperienza traumatica di quando era bambino. Itoi infatti vide senza volerlo la scena di uno stupro nel film del 1957 憲兵とバラバラ死美人?, Kenpei to Barabara Shibijin., della Shintoho. Il film presentava una scena del delitto vicino a un fiume che Itoi aveva scambiato per una scena di stupro che lo aveva colpito così tanto che i suoi genitori iniziarono a preoccuparsi per il suo benessere. Anni dopo, Itoi integrò l'esperienza nel dialogo di Giygas per la battaglia finale. Itoi descrisse Giygas come qualcosa a cui le persone non riescono a dare un senso, ma anche come un essere vivente che merita amore. La scena del film era, a suo giudizio, una combinazione di atrocità ed erotismo, come le battute finali del personaggio. Durante la progettazione della battaglia, Itoi ha dettato tutto il testo ad alta voce mentre un altro membro dello staff, Matchan Miura, lo trascriveva, scandendo ogni hiragana uno per uno perché lo trovava più spaventoso. C'è stato un malinteso riguardo all'influenza del film su Giygas: alcuni credevano infatti che le immagini, i dialoghi o l'audio di quel film fossero utilizzati nel gioco, mentre l'unica cosa che Itoi aveva preso da esso era la capacità di "manipolare lo stato emotivo di un pubblico". Il compositore musicale Hirokazu Tanaka ha descritto Giygas come "l'incarnazione del male". Di conseguenza, ha composto la musica in un certo modo in base alla vicinanza del giocatore a lui. Ad esempio, nelle battaglie in cui Ness e la compagnia incontrano qualcuno o qualcosa sotto il controllo di Giygas, la musica e gli effetti sonori variano di conseguenza.
Prima della pubblicazione di EarthBound, il team di localizzazione aveva considerato di utilizzare "Giegue" o "Geek".  È stato ipotizzato che il passaggio da "Giegue" a "Giygas" fosse dovuto a un cambiamento nel personale incaricato. Esiste una leggenda metropolitana che suggerisce che la battaglia finale con Giygas sia un "aborto alieno". Marcus Lindblom, un membro del team di localizzazione inglese, ha apprezzato la speculazione, ma ne ha smentito l'ufficialità.

## Accoglienza
Dalla sua apparizione in EarthBound, Giygas ha ricevuto un'accoglienza ampiamente positiva. Il suo ruolo e il suo design sono stati considerati da Brittany Vincent per G4TV in contrasto con il tono spensierato del resto della storia di EarthBound. Cassandra Ramos di RPGamer lo ha identificato come uno dei suoi antagonisti preferiti, mentre lo staff di 1UP.com ha elencato la battaglia con Giygas tra le 25 migliori battaglie contro i boss, approvando l'audio e le immagini di Giygas così come la parte finale della battaglia. Jeremy Parish di 1UP.com ha usato la battaglia come esempio di come i giochi sovvertono le aspettative, citando il fatto che i protagonisti impieghino la preghiera invece dei loro attacchi più potenti per vincere. Lo staff di IGN ha incluso la battaglia con Giygas nella lista dei 10 momenti più cinematografici dei videogiochi.  Lo staff di NGamer UK ha citato Giygas tra gli scontri con i boss più iconici nella storia di Nintendo, affermando che il fattore decisivo sia il suo design e il metodo per sconfiggerlo. Lo staff di GamesRadar+ lo ha definito uno dei migliori antagonisti di videogiochi, trovandolo inquietante e ancora più imponente di Kefka Palazzo di Final Fantasy VI. Lo staff di Complex, GameSpot e UGO Networks ha menzionato la lotta contro Giygas tra le più difficili nei videogiochi e uno dei personaggi videoludici più spaventosi. È apparso in un sondaggio votato tra gli utenti di GameSpot sui più grandi cattivi dei videogiochi, dove è stato sconfitto al primo round contro Star Wars: Knights of the Old Republic, l'antagonista Darth Malak.
Nadia Oxford per IGN ha elencato la battaglia con Giygas come uno dei momenti più memorabili di EarthBound e ha affermato che il suo significato entrasse in sintonia anche con le persone che non avevano giocato al gioco, un sentimento condiviso da Cassandra Ramos di RPGamer. Scrivendo per 1UP.com, Oxford ha affermato che Itoi si fosse ispirato ai romanzi di Stephen King, incluso It. Ha suggerito inoltre che Giygas fosse basato sull'antagonista del romanzo a causa della loro forma  "quasi indescrivibile" e del fatto che entrambi soccombessero a "qualità infantili come fede, amicizia e amore". Ha inoltre trattato di come la battaglia con Giygas in Mother si discosti dalle tradizionali sfide contro i boss finali, citando le sue motivazioni profonde e la musica impiegata, che consiste in un "rumore di sottofondo acuto" e una ninna nanna. Ha suggerito che la forma degradata di Giygas in EarthBound fosse probabilmente il risultato del desiderio di Giygas per l'amore di Maria.  Patricia Hernandez per Nightmare Mode ha discusso di come l'incarnazione di sua madre riecheggi quella dei bambini che agiscono male se privati della guida dei genitori. Colin Snyder di Vice la pensava allo stesso modo, affermando che la storia dell'antagonista tratta della perdita dell'infanzia. William Hughes per The A.V. Club sosteneva che Giygas avesse un complesso edipico a causa della sua infatuazione per la madre surrogata e dell'odio per il padre surrogato per il fatto di rubare informazioni agli alieni.